# Duoplasmatron
I duoplasmatron sono cannoni ionici inventati da Manfred von Ardenne. L'emissività elettronica è basata sul catodo a filamento caldo che per effetto Edison emette elettroni all'interno della camera di ionizzazione della testa ionica in modo simile a quanto avviene nelle comuni lampadine a incandescenza. Un gas nobile, di solito Argon, è introdotto in quantità di pochi SCCM nella camera e viene ionizzato grazie all'interazione dei suoi atomi con gli elettroni emessi dal filamento formando una nube di plasma.

Il plasma passa nella camera di accelerazione e viene accelerato dal campo elettrico formato fra griglie di grafite ed emesso dall'apertura della testa ionica ad alta velocità, formando un fascio ionico dal caratteristico colore viola azzurro.
I cannoni duoplasmatron vengono impiegati in vari processi per la deposizione di semiconduttori, metalli ed isolanti in una variante che viene comunemente chiamata sputtering e per la propulsione di sonde spaziali (ion beam propulsion).
Vengono anche impiegati come sorgente del fascio primario nella spettrometria di massa di ioni secondari.